# Тимофєєв Микола Стагоранович
Микола Стагоранович Тимофєєв (Николай Стагоранович Тимофеев) (нар. 26 вересня 1971, Іваново, СРСР, РРФСР) — російський співак. Відомий як колишний учасник гурту «Дискотека Авария».